# Fårsvingel
Fårsvingel (Festuca ovina) är en växtart i familjen gräs.
Har ansett vara ett mycket gott bete speciellt för just får: Af all föda är denna gräsart den angenämaste för fåren, och det är säkert denna som gör dessa kreaturs kött välsmakligare på de orter, der den i mängd träffas. En alternativ namnform från samma tid var Linnaei Fårgräs..
Fårsvingel ingår ibland i gräsmattsblandningar eller används som foggräs i stensättningar eftersom det fördrar magra förhållanden.

## Externa länkar

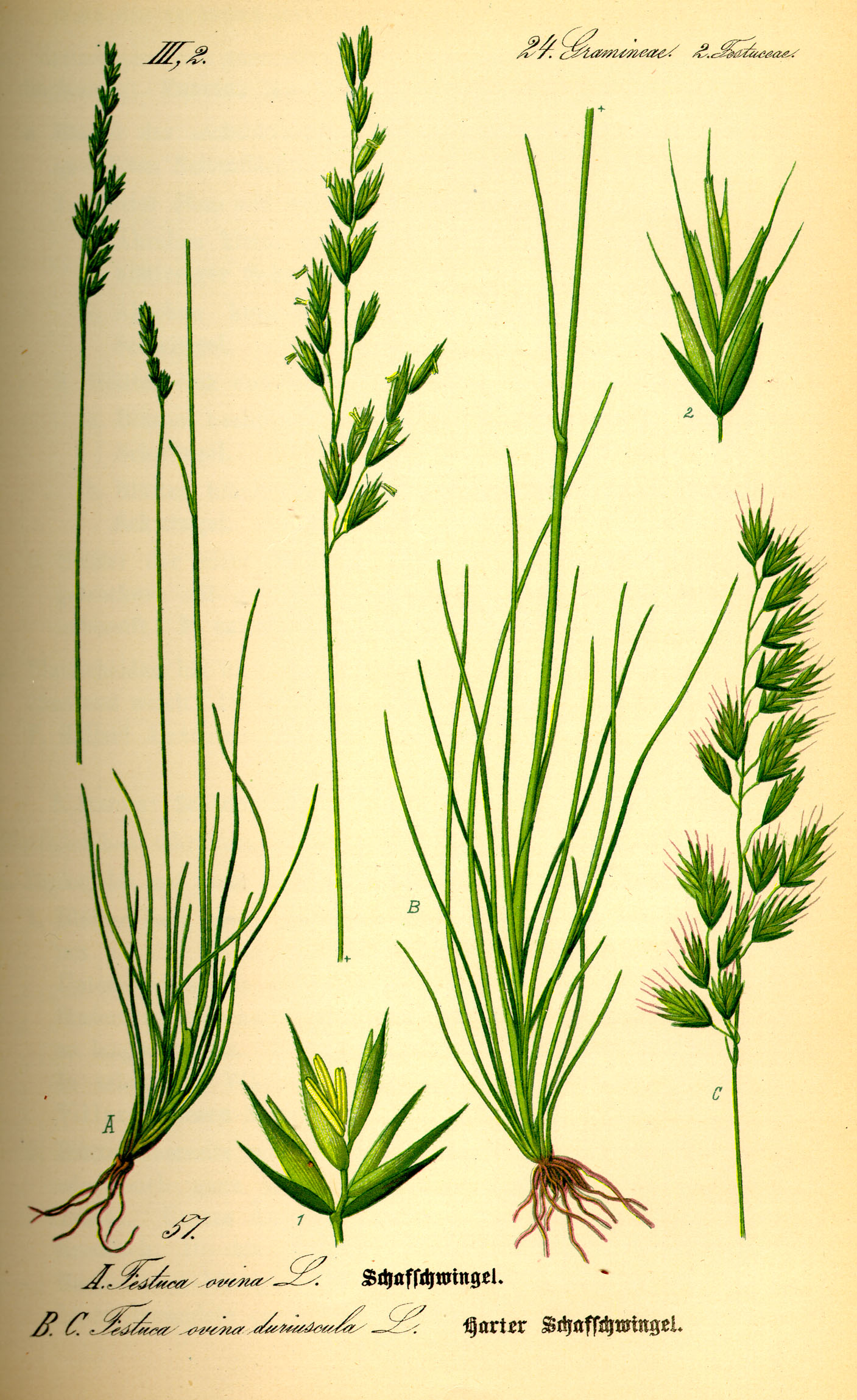
Från Prof. Dr. Otto Wilhelm Thomé: Flora von Deutschland, Österreich und der Schweiz 1885, Gera, Tyskland